# Márkusfalva (Horvátország)
Márkusfalva (horvátul: Markušica, szerbül: Маркушица) falu és község Horvátországban, Vukovár-Szerém megyében.

## Fekvése
Vukovártól légvonalban 23, közúton 28 km-re nyugatra, Vinkovcétől légvonalban 12, közúton 17 km-re északnyugatra, a Nyugat-Szerémségben, az Eszék–Vinkovci vasútvonal mentén, a Vuka (Valkó) jobb partján fekszik.

## A község települései
A községhez Gabos (Gaboš), Krizsevce (Karadžićevo), Márkusfalva, Lászlófalva (Ostrovo) és Podrinje települések tartoznak.

## Története
A településen az emberi jelenlét legrégibb nyomai a vaskorig nyúlnak vissza. Határában a Vuka folyó partján fekvő „Gradina” nevű lelőhelyen a vaskori La Tène-kultúra leletei keverednek a későbbi, római leletekkel. A „Brošov salaš” nevű lelőhelyen a levegőből egy kör alakú objektum látszik hármas árokrendszerrel körülvéve, mely egy történelem előtti erőd maradványa lehet, de kora a régészeti feltárás hiányában nem állapítható meg.
A középkori Márkusfalvát 1433-ban „Markusfalwa” alakban említik először Zsigmond király oklevelében, melyben a Kórógyiak birtokairól rendelkezik. 1469-ben ugyanezen a néven szerepel a Kórógyiak eszéki és baranyavári uradalmainak adóösszeírásában. A település 1536 körül került török kézre és 150 évi török uralom után 1687-ben szabadult fel. 1697-ben már „Markusevecz” néven találjuk.
Az első katonai felmérés térképén „Markussicza” néven található. Lipszky János 1808-ban Budán kiadott repertóriumában „Markussevcze val Markussicza” néven szerepel. Nagy Lajos 1829-ben kiadott művében „Markussicza, vel Markushicza” néven 160 házzal, 4 katolikus és 1099 pravoszláv vallású lakossal találjuk.
A településnek 1857-ben 1003, 1910-ben 1392 lakosa volt. Szerém vármegye Vukovári járásához tartozott. Az 1910-es népszámlálás adatai szerint lakosságának 68%-a szerb, 12%-a német, 6%-a magyar, 5%-a horvát anyanyelvű volt. A település az első világháború után az új szerb-horvát-szlovén állam, majd később (1929-ben) Jugoszlávia része lett. A második világháború végén a német lakosság nagy része elmenekült a partizánok elől. Az itt maradtakat a kommunista hatóságok kollektív háborús bűnösökké nyilvánították, minden vagyonuktól megfosztották és munkatáborba zárták. Az életben maradtakat később Németországba és Ausztriába telepítették ki. 1946-ban az ország más részeiről szállítottak ide szerb családokat, akik megkapták az elűzött németek házait. 1991-ben lakosságának 92%-a szerb, 4%-a horvát nemzetiségű volt. 1991-től a független Horvátország része. A horvátországi háborúban súlyos károkat szenvedett. A településnek 2011-ben 1009, a községnek összesen 2555 lakosa volt.

## Népessége
| Lakosság változása | Lakosság változása | Lakosság változása | Lakosság változása | Lakosság változása | Lakosság változása | Lakosság változása | Lakosság változása | Lakosság változása | Lakosság változása | Lakosság változása | Lakosság változása | Lakosság változása | Lakosság változása | Lakosság változása | Lakosság változása |
| ------------------ | ------------------ | ------------------ | ------------------ | ------------------ | ------------------ | ------------------ | ------------------ | ------------------ | ------------------ | ------------------ | ------------------ | ------------------ | ------------------ | ------------------ | ------------------ |
| 1857               | 1869               | 1880               | 1890               | 1900               | 1910               | 1921               | 1931               | 1948               | 1953               | 1961               | 1971               | 1981               | 1991               | 2001               | 2011               |
| 1.003              | 1.224              | 1.066              | 1.202              | 1.428              | 1.392              | 1.355              | 1.762              | 1.410              | 1.436              | 1.550              | 1.545              | 1.117              | 1.371              | 1.160              | 1.009              |

## Gazdaság
A településen hagyományosan a mezőgazdaság és az állattartás képezi a megélhetés alapját.

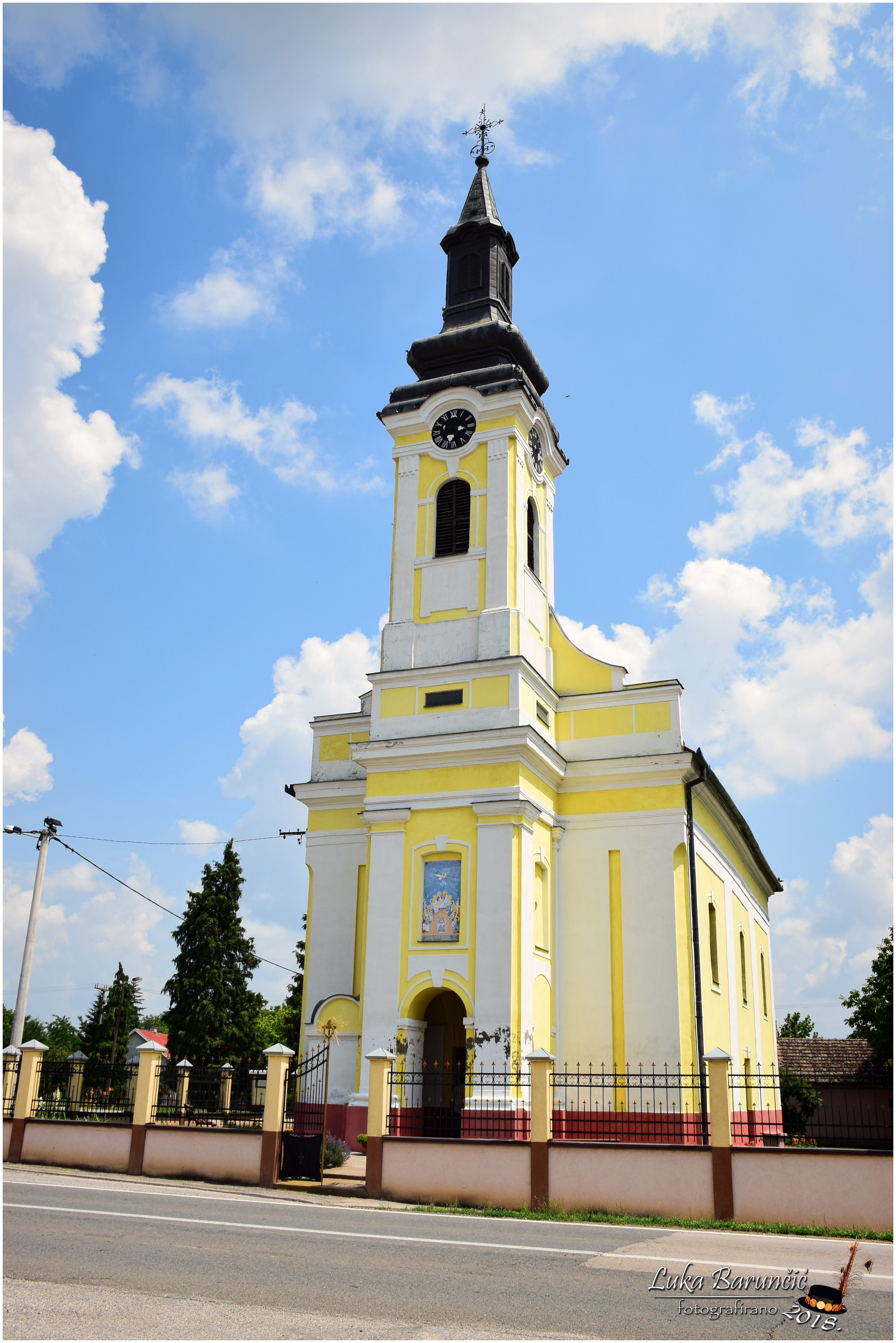
A Szentlélek eljövetele tiszteletére szentelt pravoszláv temploma

## Nevezetességei
A Szentlélek eljövetele tiszteletére szentelt pravoszláv temploma 1810-ben épült, 1989-ben megújították. Ikonosztázát az idősebb Jovan Isailović festette 1775 és 1777 között. A második világháború idején a horvát hatóságok katolikus templommá alakíttatták át.

## Kultúra
A KUD „Srem” Markušica kulturális és művészeti egyesületet 2016-ban alapították. Az egyesületnek, amelyet elsősorban a fiatalosság és kitartás jellemez, fő célja a szerb kultúra és hagyományok megőrzése és bemutatása.

## Oktatás
A település első iskoláját 1809-ben alapították, 1810-ben kezdte meg működését. Megalapításakor az iskolának egy osztálya volt 16 tanulóval. Első tanítóját Nešićnek hívták. A második világháború után az órákat az SPD „Obilić” korábbi házában és a Vitman család tulajdonában levő, a falu közepén álló épületben tartották. 1958-ban az iskola nyolcosztályos lett és hozzá tartoztak Antin, Gaboš és Karadžićevo területi iskolái is. 1963-ban az intézmény felvette Georgije Jakšić nevét. 1986-ban a Sava Popović utcában egy tágas területen a forgalomtól távolabb felépítették az iskola új épületét. Az 1990-es években a háború során az iskola súlyos károkat szenvedett. Ma az iskola mintegy kétszáz tanulóval Markušica község központi általános iskolájaként működik, Gaboš és Ostrov területi iskolákkal.

## Sport
- Az NK Sremac Markušica labdarúgóklubot 1928-ban alapították.
- ŠK Markušica sakk-klub

## Egyesületek
- DVD Markušica önkéntes tűzoltó egyesület
- LD „Lovac” vadásztársaság
- „Naše selo” Markušica mezőgazdasági termelők egyesülete